# Nazwa indywidualna
Nazwa indywidualna – nazwa, która w odróżnieniu do nazwy generalnej, w zdaniu podmiotowo-orzecznikowym może pełnić jedynie funkcję podmiotu. Przysługuje ona desygnatowi bez względu na jego cechy. Wszystkie nazwy indywidualne są nazwami jednostkowymi (nie ma nazw indywidualnych ogólnych), nie wszystkie nazwy jednostkowe są jednak nazwami indywidualnymi. 
Przykładem nazwy indywidualnej jest nazwa „Sokrates”. Poprawne jest bowiem zdanie „Sokrates jest greckim filozofem”, nie jest jednak poprawne zdanie „Grecki filozof jest Sokratesem”. 
Synonimem terminu „nazwa indywidualna” jest termin „imię własne”, o ile bierze się ten termin w jego podstawowym rozumieniu, nie np. jako skrót zastępujący deskrypcję.